# José Krakover
José Krakover (Tarnów, 2 de noviembre de 1880 - La Plata, 28 de abril de 1957) fue uno de los primeros pioneros europeos que introdujeron la profesión fotográfica en la República Argentina.

## Biografía

### Reportero gráfico
Reportero gráfico y fotograbador, ejerció el periodismo siempre vinculado al diario "El Argentino" y, en sus últimos años, en el diario "El Plata" en la ciudad de La Plata, del que fue Jefe de la sección respectiva hasta jubilarse en el año 1953. Sin embargo, no abandonó del todo su actividad, ya que continuó en el oficio como técnico de la Municipalidad de La Plata, República Argentina.

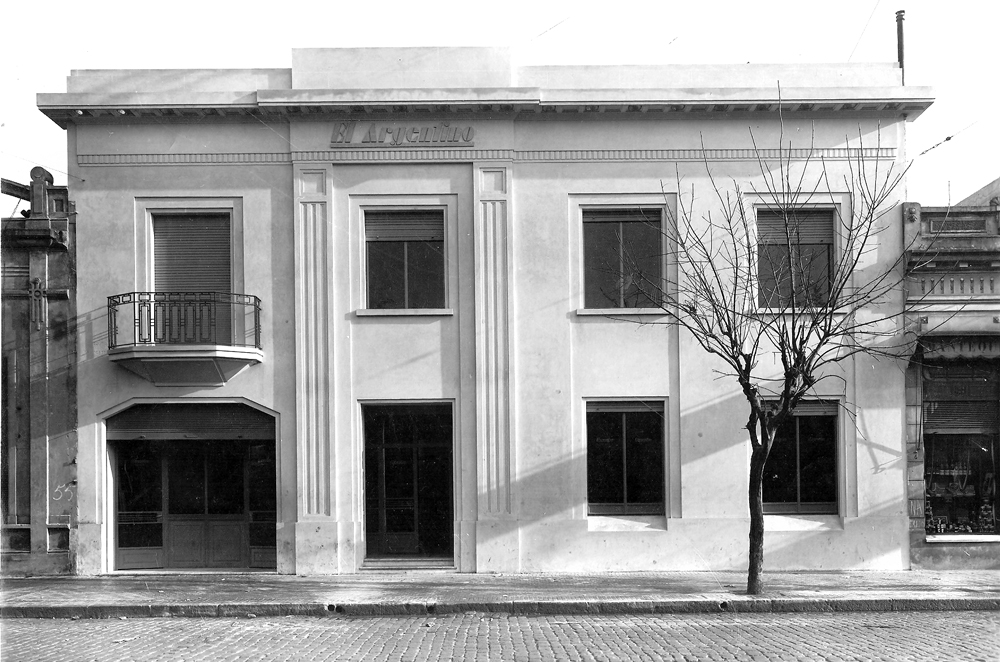
Fachada del extinto
Diario El Argentino de La Plata

Hay que tener en cuenta que en la fijación de la imagen, perdurable y resistente, se logró en 1869 con la invención del celuloide. En 1907 se comenzaron a utilizar unas placas de cristal llamadas Autochromes Lumière (cuyo nombre lleva el homenaje a sus creadores). En esta época las fotografías en color se tomaban con cámaras de tres exposiciones.
José Krakover comenzó la utilización del magnesio para fines profesionales, alrededor de 1930. Dicho magnesio, pulverizado sobre un soporte que se prendía con un detonador, producía un destello de luz brillante y una nube de humo cáustico, utilizándolo en su tiempo, como un flash.

### Sus comienzos
Nacido en el otrora Imperio Austrohúngaro, en la ciudad de Tarnów, en el año 1880, José, hijo de Jacob Krakover y Mina Kuperman, se inició como reportero gráfico al servicio del imperio ruso documentando la guerra ruso-japonesa (1904) y forzado por la situación política, social y militar de la época, decide con su pareja, emprender nuevos rumbos hacia las Américas. Junto a sus cámaras fotográficas y equipaje, llegó a Argentina integrando una tripulación de 2000 inmigrantes que habían zarpado del puerto de Londres. Recaen en la ciudad de Buenos Aires, Argentina donde establecen su primer domicilio en la calle Camargo 2073 de la Ciudad de Buenos Aires.
José, una vez establecido, comienza a ejercer su profesión de fotógrafo profesional con sus propias cámaras fotográficas, muy avanzadas para la época. Rápidamente es reconocido y comienza a ganar popularidad entre sus pares, por sus dotes tanto en la exposición fotográfica (se utilizaban flashes de magnesio cuya ignición se provocaba manualmente para iluminar), notas gráficas, taller de grabados, así como el retoque de las mismas. Posteriormente residió en el Partido de Campana, unos 80 km al norte de la capital federal, donde alrededor de 1915 establece un taller de fotografía, cuadros y retoques a lápiz, llamado La Artística, en calle Rivadavia 279 de esa localidad.  En 1920, ya instalado en Ciudad de La Plata, comenzó a trabajar en casa "Foto El Arte" e instaló temporariamente "Foto Select", local de calle 1 entre 60 y 61 de la ciudad. Forma parte activa del periódico El Argentino, situado en calle 49 entre 4 y 5, donde ingresa como fotógrafo para desempeñar después el cargo de Jefe del taller de fotograbados.

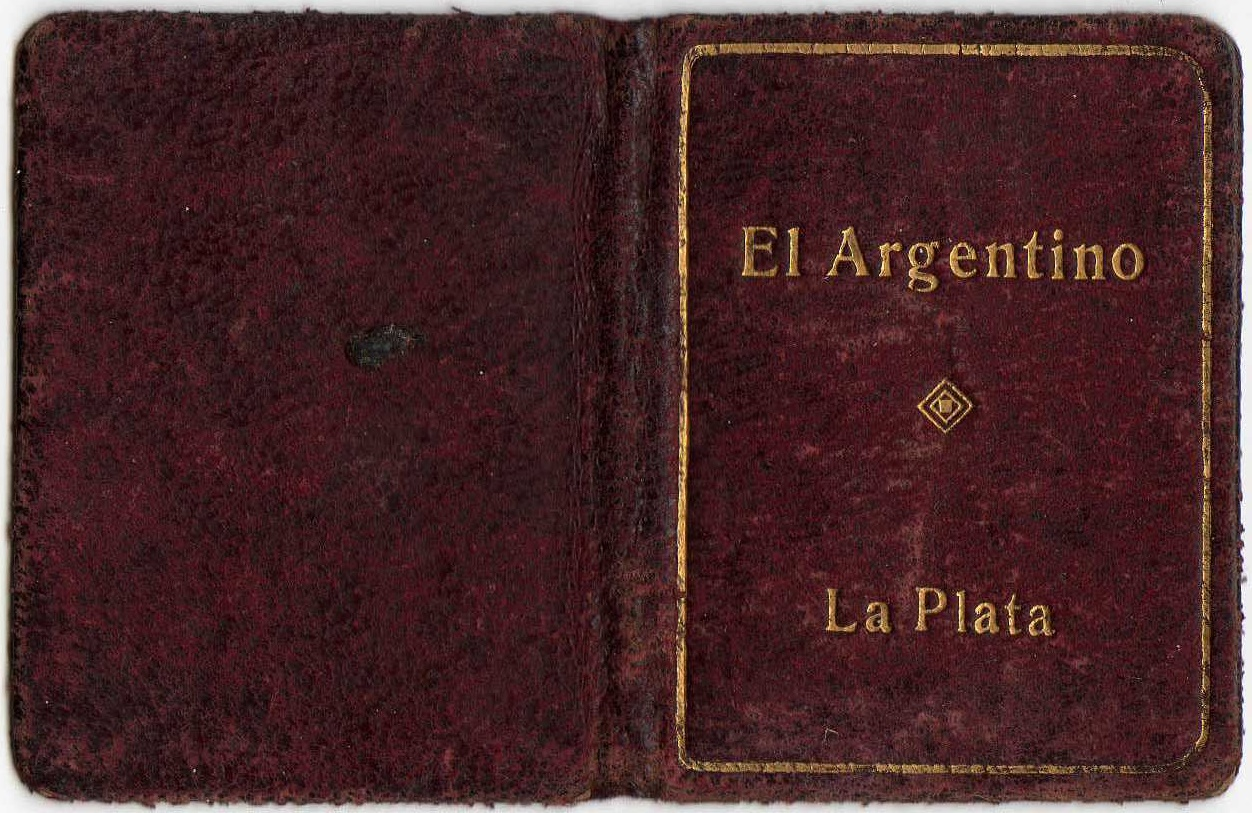
Documentación Diario El Argentino de La Plata
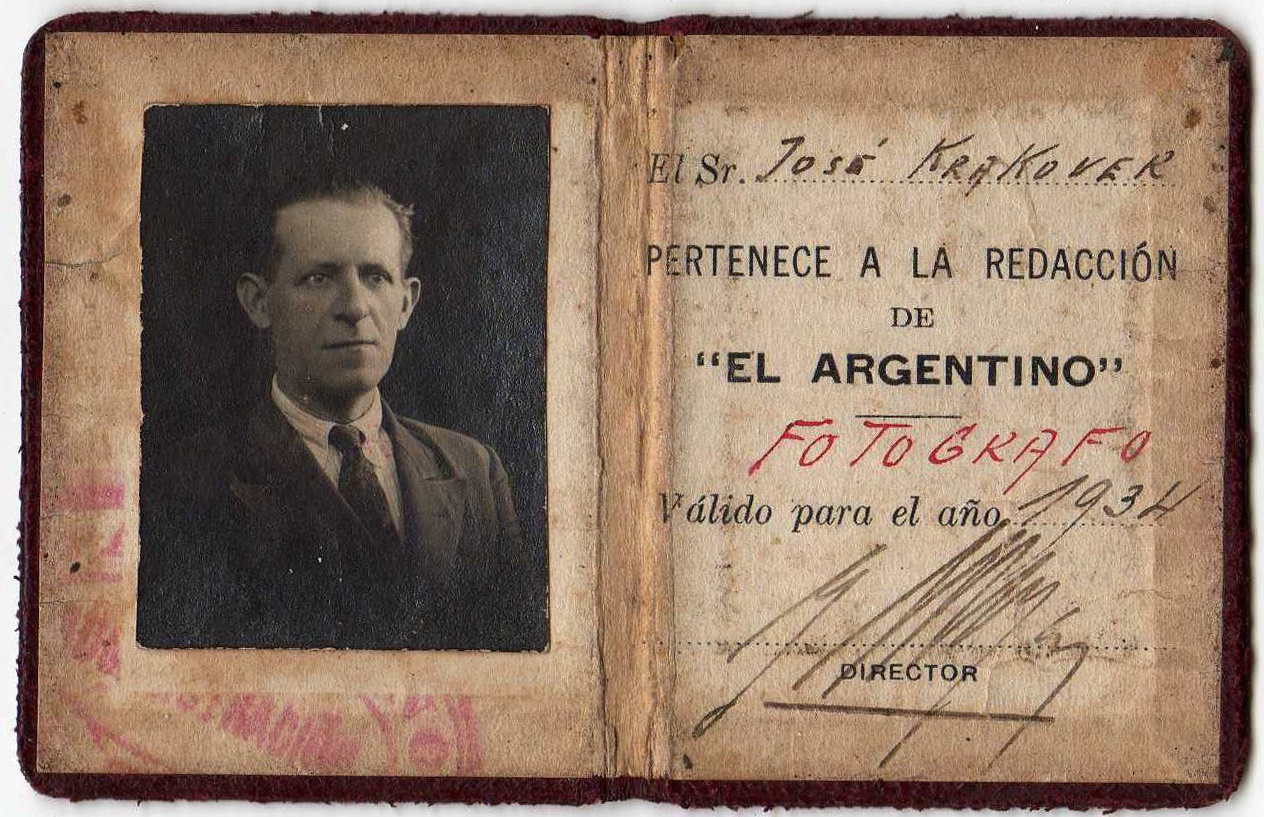
Documentación Diario El Argentino de La Plata

### Una gran familia
José se casó con Esther Kosovsky, hija de Simón Kosovsky y Sara Kiper, natural de Odesa, en ese entonces bajo dominio imperial ruso, actual Ucrania. Tuvieron ocho hijos, de los cuales varios se dedican a la fotografía. Ellos son:
Paise Krakover, el 7 de noviembre de 1909, en Capital Federal. León Krakover, el 11 de abril de 1912, en Capital Federal. Fotógrafo de profesión. María Krakover, 17 de enero de 1914, en San Fernando. Enrique Krakover, 29 de noviembre de 1915, en Capital Federal. Fotógrafo. Ida Krakover, 22 de junio de 1917, en Campana. Iluminadora de estudio fotográfico. Boris Krakover, 15 de abril de 1919 en Campana. También reconocido fotógrafo gráfico en la localidad de Campana y La Plata. Artista teatral y compositor (letra y música) del tango Mis Penurias (1954), interpretado por el cantante Guido Lasserre. Fanny Clara Krakover, 21 de octubre de 1924, en La Plata. Mauricio Krakover, 28 de diciembre de 1926.
José Krakover falleció de una enfermedad terminal el 28 de abril de 1957, en el Instituto General San Martín, de la ciudad de La Plata.

## Placas de reporteros gráficos

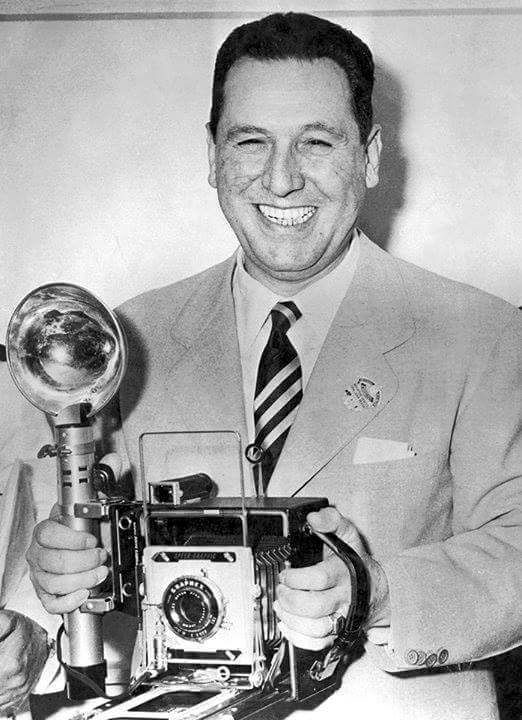
La imagen que se puede ver en el Archivo General de la Nación se titula: “Primer reportero gráfico” (1951)

La Asociación de Reporteros Gráficos de la República Argentina (ARGRA) consolidó sus relaciones con el expresidente Juan Domingo Perón en 1951. En ese entonces, se promocionó al Presidente de la República Argentina, sosteniendo una cámara Speed Graphic, modelo Graflex junto con el símbolo de reportero gráfico en su solapa. El expresidente argentino y su esposa María Eva Duarte de Perón fueron homenajeados con las credenciales de oro Nº1 y Nº2, respectivamente, con las que los acreditó como los poseedores de las dos primeras credenciales de la asociación.
A partir de 1952, se repartieron los distintivos a los reporteros gráficos, asignándole el Nº 240 a José Krakover.

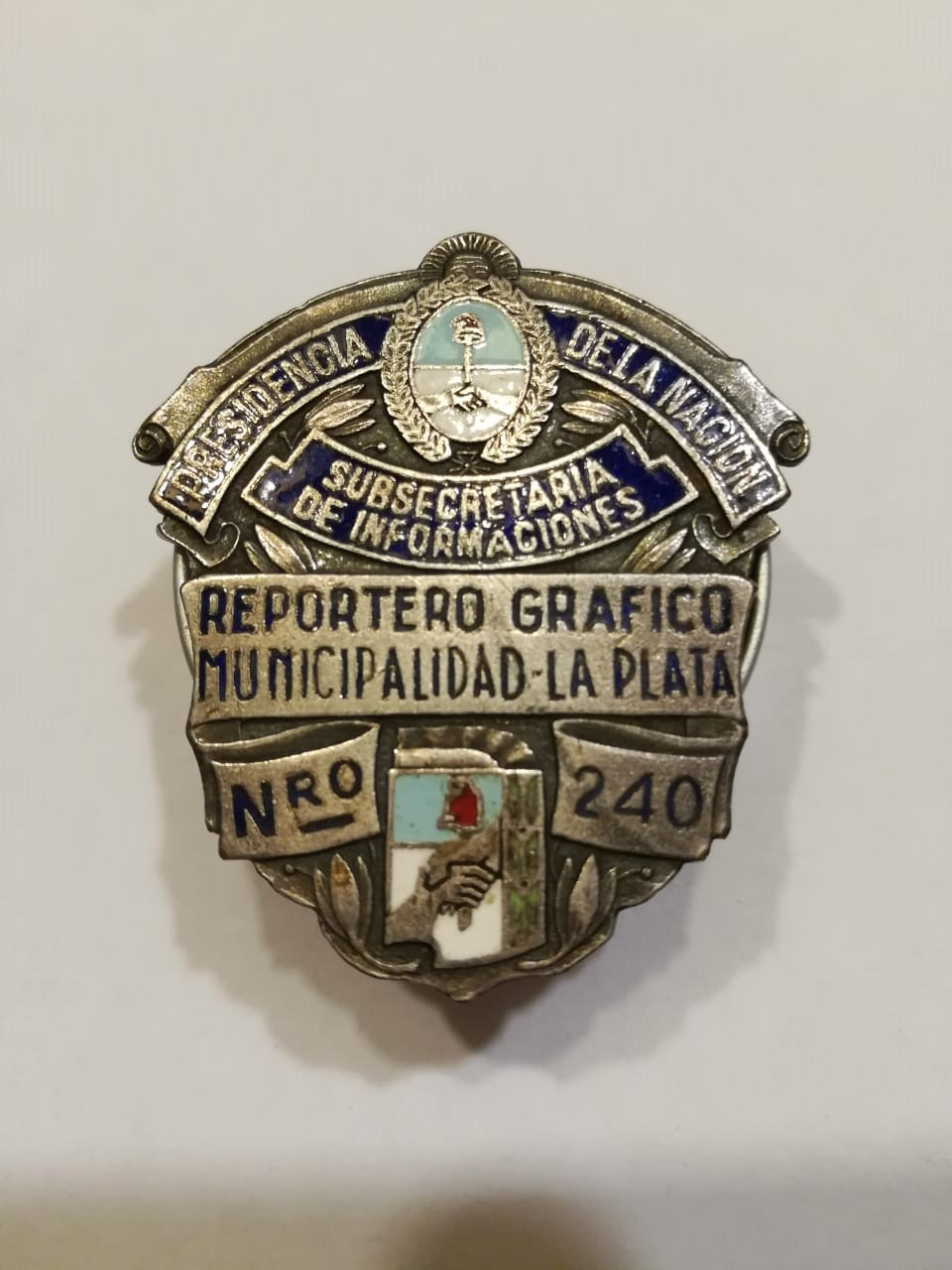
Chapa de acreditación como reportero gráfico
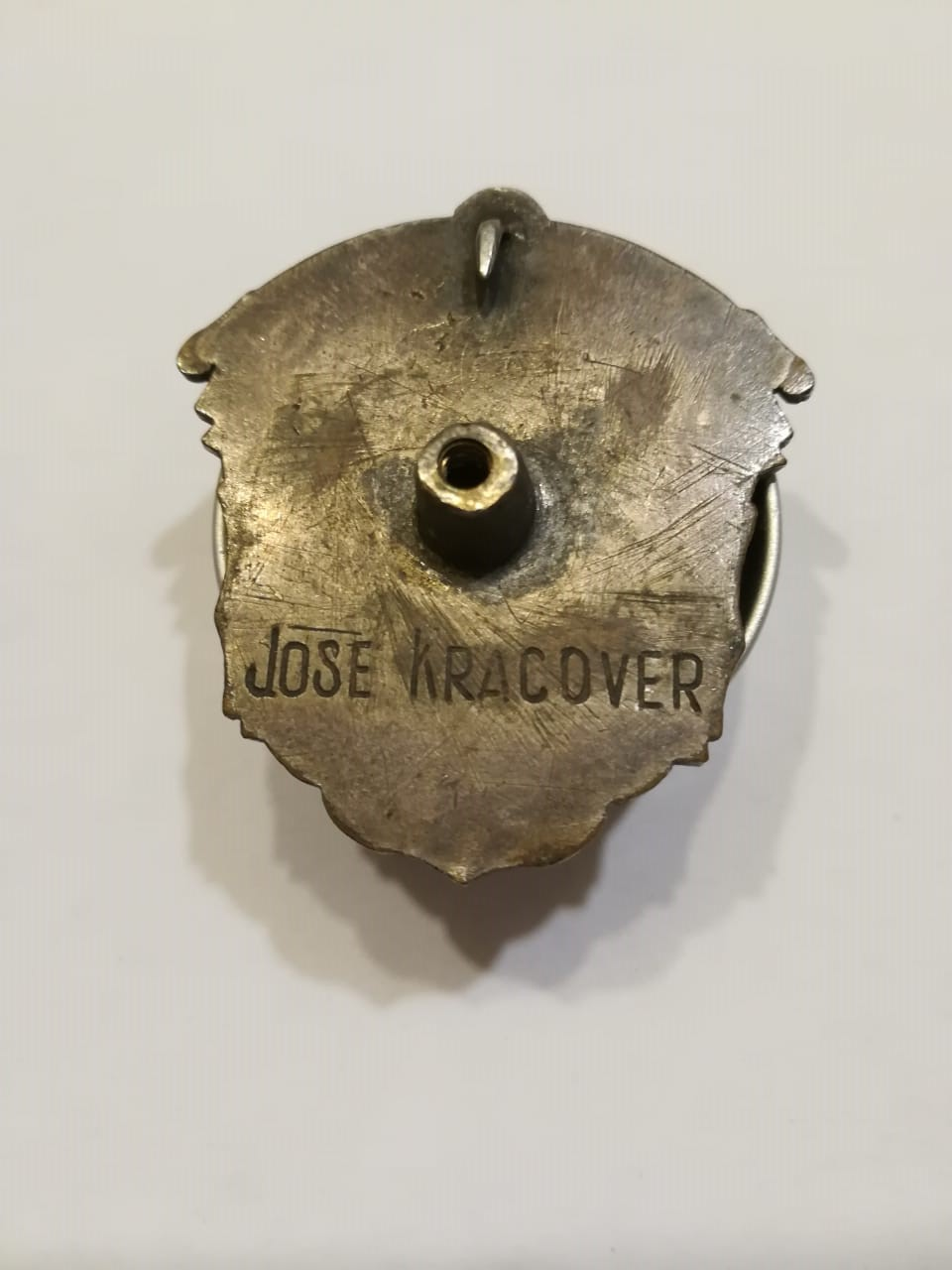
Reverso placa anterior

- Con colegas de profesión

## Reconocimiento Público
En conmemoración al día del fotógrafo en Argentina y Latinoamérica, el Museo de los Trabajadores Evita de La Plata, realizó el 24 de septiembre de 2021, un acto público donde se colocó en sus paredes un cuadro con las fotografías de las placas de acreditación como trabajadores de prensa (reporteros gráficos) entregadas en el año 1951 en homenaje a José y Boris Krakover en reconocimiento a la trayectoria  como reporteros gráficos bonaerenses.

## Galería

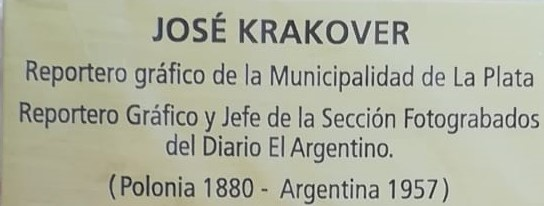

## Fotógrafos célebres platenses
Entre los fotógrafos más célebres, se encuentran:
- Salvador Chochó Santoro: Artista/Fotógrafo del Diario EL DIA .
- Boris Krakover: Fue el primer fotógrafo del Ministerio de Salud de la Provincia de Buenos Aires. Seudónimo artístico ' Merry '.
- Rubén Romano: El fotógrafo platense Rubén Romano viene trabajando desde 1995 en un proyecto fotográfico relacionado con lo místico en la cultura indígena.
- Eduardo Finocchi: Fotógrafo documental y social. Primer jefe de fotógrafos de la cámara de Diputados bonaerense, desde 1987 al 2017. Autor de las páginas web Legislatura bonaerense[14] y el álbum de La Plata,[15] ambas declaradas de interés legislativo.
- Carlos Rango: Fotógrafo del Ministerio de Salud de la Provincia de Buenos Aires e historiador. Fundador del Archivo Fotográfico del Ministerio de Salud de la provincia de Buenos Aires, distinguido de interés municipal.[16][17]
- Ataulfo Pérez Aznar: fotógrafo argentino nacido en la ciudad de La Plata, fundador de la fotogalería "OMEGA". Ha dedicado su carrera a la difusión fotográfica a través de exposiciones, cursos y conferencias en Argentina y en el extranjero, destacándose por su enfoque directo.
- José "Yuyo" Pereyra:  fue un fotógrafo argentino nacido en Salta radicado en La Plata, quien coordinó durante muchos años su propia escuela de fotografía en la ciudad. Desempeñó una gran labor en el uso de cámaras estenopeicas.
- Helen Zout: fotógrafa argentina radicada en La Plata, con una amplia trayectoria en la investigación fotográfica de las desapariciones en Argentina.